# Ponzone (torrente)
Il Ponzone è un torrente del Piemonte, affluente in destra orografica del Sessera. Il suo corso si sviluppa interamente in Provincia di Biella.

## Percorso del torrente
Il Ponzone nasce dalla colline ad ovest della frazione Bulliana (Trivero), nei pressi del Santuario della Brughiera. 
Il torrente scende inizialmente verso sud-est segnando il confine tra il territorio comunale di Trivero e quelli dei comuni di Mosso prima e di Valle Mosso poi.
Dopo aver sfiorato Crocemosso nei pressi della frazione Polto cambia orientamento e si dirige verso nord-est attraversando il centro abitato di Ponzone, una delle più popolose frazioni di Trivero. La valle del torrente tende poi ad infossarsi e, dopo aver raccolto le acque del Rio Scoldo nei pressi della Fabbrica della Ruota, il Ponzone confluisce nel Sessera a sud-est di Pray (frazione Pianceri).

Per buona parte del suo corso il torrente è fiancheggiato dalla SP 200 Biella - Valsesia.

La valle del ponzone si presenta per quasi tutta la sua lunghezza fittamente antropizzata e costellata da insediamenti industriali di varie epoche.

## Principali affluenti
I principali affluenti del Ponzone provengono da sinistra perché sulla destra del corso d'acqua il bacino è molto limitato dalla vicinanza con la costiera collinare che lo separa dai contigui bacini dello Strona di Mosso e dell'Ostola.
- In sinistra idrografica
  - Rio Varola: passa tra le frazioni Botto e Fila e confluisce nel Ponzone a Polto a quota 525;
  - Rivo Viasa: nasce dal Monte Cattivo (871 m) e, dopo essere passato tra le frazioni Vaudano e Mazzucco (Trivero), confluisce nel Ponzone in corrispondenza dell'omonimo centro abitato;
  - Rio Scoldo: nasce dalle pendici sud-orientali del Monte Rubello e scende verso est bagnando la zona del capoluogo di Trivero e ricevendo l'apporto di numerosi rii secondari; confluisce nel Ponzone a quota 455 nei pressi della Fabbrica della Ruota;
- in destra idrografica
  - Rio Canale Grosso: scende dal Monte Solivo (739 m) e confluisce nel Ponzone poco prima della sua confluenza nel Sessera.

## Utilizzi

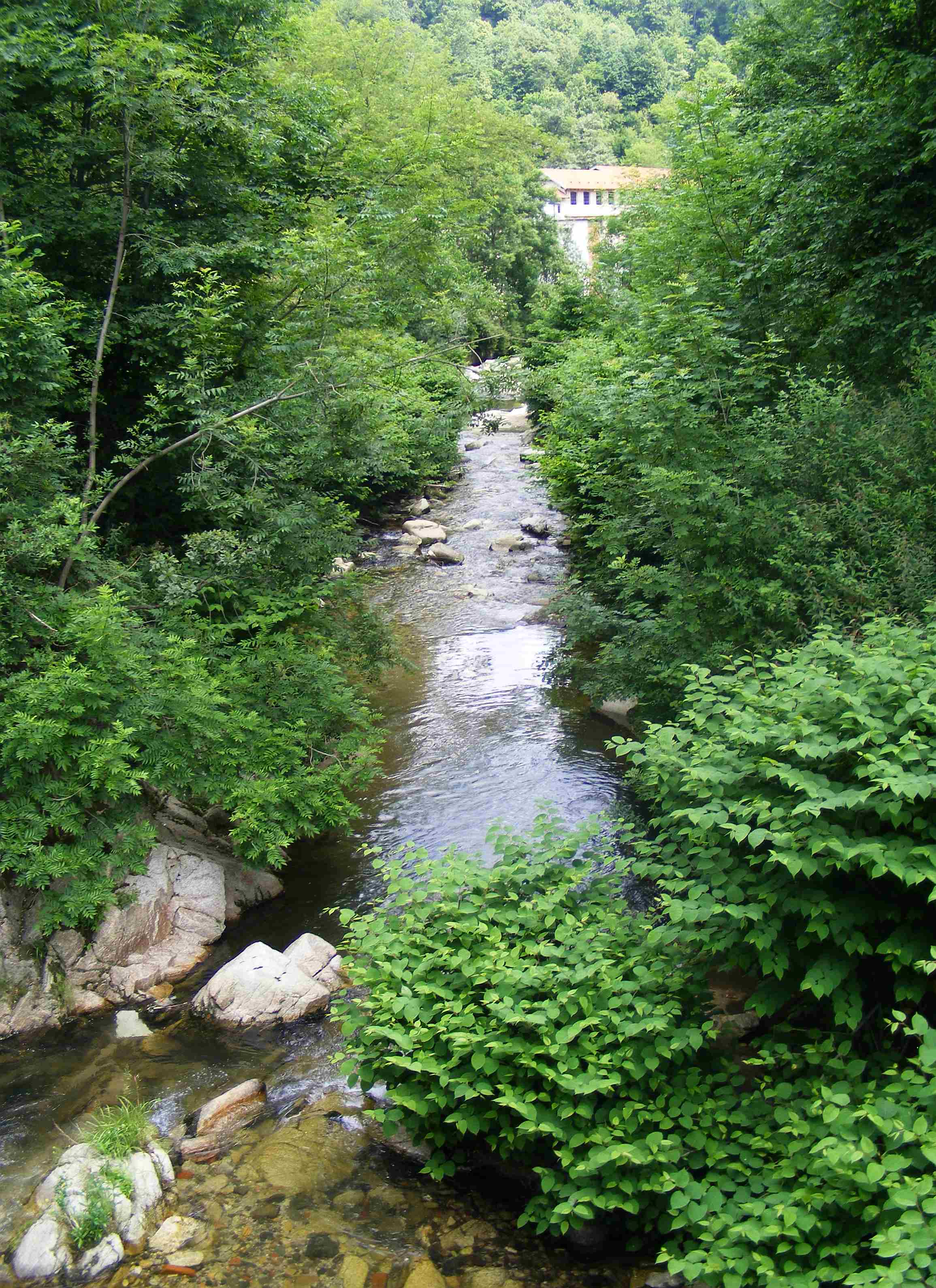
Il Ponzone a monte della Fabbrica delle Ruota

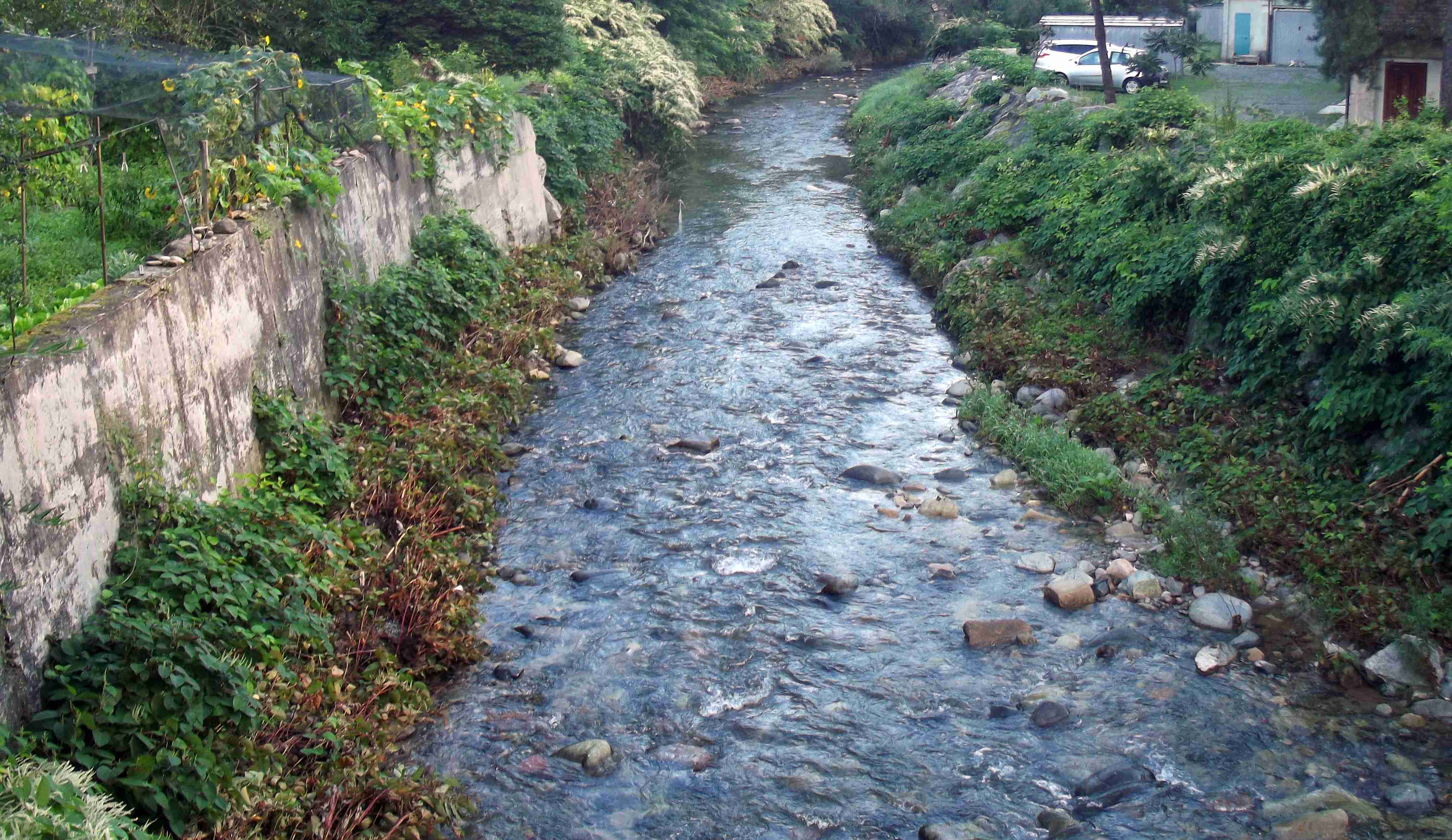
Il Ponzone nei pressi di Pray

L'acqua di varie sorgenti tributarie del Ponzone viene derivata per uso potabile, ad esempio dal Consorzio Acqua Potabile Ponzone Vaudano. 

Il torrente ha subito e subisce poi vari prelievi ad uso industriale a supporto delle molte fabbriche costruite nei pressi delle sue sponde.
Tra queste un importante esempio di archeologia industriale è il Lanificio Zignone, costruito nel 1878 nei pressi della confluenza del Rio Scoldo nel Ponzone (località Valfredda), a quel tempo in comune di Flecchia (oggi di Pray).
Lo stabilimento utilizzava la forza motrice dell'acqua del torrente e, caso unico in Italia, conserva ancora intatto il sistema di trasmissione telodinamico.
Il lanificio è oggi parte dell'Ecomuseo del Biellese; è noto anche come Fabbrica delle Ruota a causa della grossa ruota metallica ben visibile all'esterno.
Questa ruota riceveva la forza motrice da un cavo d'acciaio collegato ad una turbina fatta girare dall'acqua del torrente e trasmetteva a sua volta il movimento ai macchinari all'interno dello stabilimento mediante un lungo albero di trasmissione.